# Hr.Ms. Dolfijn (1948)
De Hr.Ms. Dolfijn was de aan Nederland uitgeleende Britse onderzeeboot Taurus van de T-klasse. Na een leenperiode van 5 jaar moest het schip weer teruggegeven worden aan de Royal Navy. De boot werd gebouwd door de Britse scheepswerf Vickers Armstrong uit Barrow-in-Furness.
In 1949 en 1950 werd er door de Dolfijn intensief getest met de snuiver. Gedurende een reis naar Bornoya , Jan Mayen en Tromsø werd er bijna aan een stuk 450 uur met de snuiver gevaren.

## De Dolfijn als Taurus
De Taurus heeft van 3 november 1942 tot 4 juni 1948 en van 8 december 1953 tot de uit dienst name. Uiteindelijk werd het schip in april 1960 gerecycled in Dunston-on-Tyne.